# Omoro Sōshi
Les Omoro Sōshi (おもろさうし) sont une compilation d'anciens poèmes et chansons du royaume de Ryūkyū (annexé par le Japon en 1879 puis renommé Okinawa et des îles Amami), rassemblés en 22 volumes et composés essentiellement en hiragana avec quelques simples kanji. Le recueil comprend 1 553 poèmes, mais beaucoup sont répétés. Le nombre de pièces uniques est de 1 144.
Le hiragana utilisé, cependant, est une orthographe traditionnelle qui associe des sons différents aux caractères que leurs lectures normales japonaises. Les caractères utilisés pour écrire Omoro, par exemple (おもろ), sont écrits de cette même manière, mais prononcés comme umuru en okinawaïen.
Les poésies contenues dans ces volumes s'étendent du XIIe siècle, ou même plus tôt, jusqu'à certaines composées par la reine de Shō Nei (1589-1619). Bien que formellement composée et enregistrée durant ces périodes, la plupart sinon la totalité, sont soupçonnés de provenir de traditions beaucoup anciennes, en raison de la langue, du style et du contenu. Les poèmes contenus dans la compilation varient, mais suivent un schéma général de reconnaissance des héros célèbres du passé, des poètes et des guerriers, et des rois aux voyageurs. Quelques-uns sont des poèmes d'amour. Ils varient de deux à quarante versets, certains faisant un usage intensif de la rime et des structures couplet.

## Étymologie
Sōshi (草紙) signifie simplement une œuvre écrite, mais les origines et la signification de l'expression « omoro » sont plus insaisissables. Iha Fuyu fait partie des universitaires qui l'associent aux différents mots associés aux oracles et aux chants divins. Il suggère en outre que le terme fait référence à « omori », mot de la langue des Ryūkyū désignant les  bosquets sacrés. Zenchū Nakahara, d'autre part, remonte au « umuru » ou « umui » des Ryūkyū , qui signifie « penser ».
Quelle que soit la véritable signification ou l'origine de l'expression, cependant, un nuage de base de significations est néanmoins évident. L'Omoro sōshi, « compilation de pensées » ou de mémoire collective, est également associé à des bosquets sacrés et des chants divins.

## Histoire
Les Omoro, en tant que forme, passent pour être les prédécesseurs dans la culture des Ryūkyū des formes distinctes de musique, de danse et de littérature; ils intègrent ces trois modes d'expression. Ce n'est qu'après des siècles de développement, et les influences de la Chine, du Japon et des cultures des diverses îles du sud, que se développent des traditions distinctes de musique, de danse et de littérature, la littérature étant la seule à être conservée avec une certaine constance. En dehors de ce qui peut être déduit ou reconstruit à partir des Omoro Soshi, aucune trace ne survit aujourd'hui des formes antérieures de la musique et de la danse des îles  Ryūkyū.
Bien que reflétant des traditions populaires anciennes, les poèmes illustrent également les liens étroits dont jouissent les Ryūkyū avec d'autres États voisins. Beaucoup d'îles Ryūkyū, en grande partie culturellement et linguistiquement isolées, sont mentionnées, ainsi que divers endroits au Japon, en Chine, en Asie du Sud et dans les mers du Sud.
Les Omoro Sōshi sont d'abord compilés en 1532, et de nouveau en 1613 et 1623, dans le cadre des tentatives du gouvernement royal pour assurer sa légitimité culturelle ou spirituelle et sa puissance. La première compilation paraît juste après le règne de Shō Shin, qui consolide, centralise et réforme le gouvernement, et la seconde juste après que le royaume de Ryūkyū est devenu un vassal direct de Satsuma. À chaque fois, des moyens culturels et idéologiques, ainsi que ceux politiques plus terre à terre, sont nécessaires pour assurer l'unité et maintenir le lien avec la tradition et l'histoire.
Seule une petite poignée de chercheurs a étudié les documents en profondeur. Les vastes changements dans la culture et la langue des îles Ryūkyū au cours des derniers siècles ont rendu cette poésie difficile à utiliser et à comprendre, et Iha Fuyu (d. 1947) et Nakahara Zenchu (d. 1964) sont parmi les seuls à l'avoir longuement étudié. Iha, Nakahara, et plusieurs autres ont utilisé la compilation comme base pour la recherche sur les anciennes coutumes et la société des Ryūkyū. Une analyse approfondie a fourni des éléments d'une base de compréhension de la gouvernance ancienne, des structures sociales et de la religion populaire, mais on ne peut pas s'attendre à ce qu'une compréhension approfondie émane de ces documents.